# Gran Premio de Monaco (ciclismo)
El Gran Premio de Monaco fue una antigua carrera ciclista disputada en el Principado de Mónaco. Creada en 1949, fue disputada anualmente hasta 1983.

## Palmarés
| Año  | Ganador                   | Segundo                  | Tercero                |
| ---- | ------------------------- | ------------------------ | ---------------------- |
| 1949 | Émile Rol                 | Amédée Rolland           | Robert Vercellone      |
| 1950 | Antoine Giauna            | Théo Borri               | Jean Dotto             |
| 1950 | Georges Galliano          | Antoine Giauna           | Amedée Rolland         |
| 1951 | Jean Dotto                | Joseph Mirando           | André Remond           |
| 1952 | Jean Dotto                | Pierre Molineris         | José Gil Sole          |
| 1953 | Francis Siguenza          | Charles Gregorini        | André Geneste          |
| 1954 | Francis Anastasi          | Jacques Dupont           | Gilbert Bauvin         |
| 1955 | André Payan               | Armand Di Caro           | Fernand Valentini      |
| 1956 | Francis Anastasi          | Joseph Mirando           | Raymond Elena          |
| 1957 | Gilbert Bauvin            | Louis Bobet              | Seamus Elliott         |
| 1958 | Germain Derijcke          | Raphaël Géminiani        | Jean Bobet             |
| 1959 | Joseph Groussard          | Nino Defilippis          | Alfred Gratton         |
| 1960 | Jean Graczyk              | Carlo Brugnami           | Claude Colette         |
| 1961 | Jo De Roo                 | Angelo Conterno          | Gilbert Salvador       |
| 1962 | Willy Vanden Berghen      | André Cloarec            | Michel Nedelec         |
| 1963 | Jean Graczyk              | François Hamon           | Gilbert Salvador       |
| 1964 | Italo Zilioli             | Joseph Groussard         | Gilbert Bellone        |
| 1965 | Frans Melckenbeeck        | Carmine Preziosi         | Vito Taccone           |
| 1966 | Gianni Motta              | Vittorio Adorni          | Raymond Poulidor       |
| 1967 | Luciano Armani            | Francis Campaner         | Jean-Louis Bodin       |
| 1968 | Roger Swerts              | Fernand Etter            | Cyrille Guimard        |
| 1969 | Jacques Cadiou            | Pierre Matignon          | Guy Gillet             |
| 1970 | Wladimiro Panizza         | Gianfranco Bianchin      | Constantino Conti      |
| 1971 | Frans Verbeeck            | Eddy Merckx              | Enrico Paolini         |
| 1972 | Frans Verbeeck            | Roger Rosiers            | Victor Van Schil       |
| 1973 | Roger De Vlaeminck        | Raymond Delisle          | Derek Harrison         |
| 1974 | Ferdinand Bracke          | Raymond Delisle          | José De Cauwer         |
| 1975 | Francesco Moser           | Wladimiro Panizza        | Gerrie Knetemann       |
| 1976 | Frans Verbeeck            | Jean-Pierre Danguillaume | Raymond Delisle        |
| 1977 | no se organizó            | no se organizó           | no se organizó         |
| 1978 | Jan Raas                  | Joop Zoetemelk           | Klaus-Peter Thaler     |
| 1979 | Jacques Esclassan         | Paul Sherwen             | René Bittinger         |
| 1980 | Claude Vincendeau         | Alain Meslet             | Hubert Arbes           |
| 1981 | Jean-René Bernaudeau      | Stephen Roche            | Bernard Bourreau       |
| 1982 | Pierre-Raymond Villemiane | Serge Beucherie          | Pierre-Henri Menthéour |
| 1983 | Kim Andersen              | Sean Kelly               | Eric Vanderaerden      |